# Manh giông
Manh giông (danh pháp khoa học: Proteus anguinus) là loài động vật có xương sống sống trong hang duy nhất được tìm thấy ở châu Âu. Đây là loài duy nhất của chi Proteus. Trái ngược với hầu hết các động vật lưỡng cư, nó hoàn toàn sống dưới nước và ăn, ngủ và sinh sản dưới nước. Loài này sống trong các hang động được tìm thấy tại dãy Dinaric Alps và là loài đặc hữu cho vùng nước chảy ngầm qua đá vôi rộng lớn của vùng núi đá vôi thuộc miền Trung và Đông Nam châu Âu, đặc biệt là phía nam Slovenia, các lưu vực sông SOCA gần Trieste (Ý), Tây Nam Croatia và Herzegovina.
Nó cũng đôi khi được gọi là "cá người" vì màu da của nó tương tự như của người da trắng (dịch nghĩa từ tiếng Slovenia: človeška ribica và Tiếng Croatia: čovječja ribica), cũng như "kỳ giông hang" hoặc "kỳ giông trắng". Tại Slovenia, nó còn được gọi bằng tên močeril. Nó lần đầu tiên được đề cập đến vào năm 1689 bởi một nhà tự nhiên học địa phương Valvasor tại Công viên quốc gia Glory của Carniola báo cáo rằng sau khi mưa lớn manh giông đã bị cuốn lên từ các vùng nước ngầm và làm cho người dân địa phương tin rằng họ nhìn thấy rồng hang còn non.
Sinh vật này đáng chú ý nhất ở sự thích nghi của nó với cuộc sống trong bóng tối. Mắt manh giông thoái hóa, trong khi các giác quan khác, đặc biệt là khứu giác và thính giác thì rất phát triển. Nó cũng thiếu đi sắc tố trên da. Chi trước có ba ngón, chi sau chỉ có hai. Nó cũng có các biểu hiện nhi hóa, con trưởng thành có các đặc điểm khi còn là ấu trùng như mang ngoài, kỳ giông Mexico ở châu Mỹ cũng tương tự. Manh giông là loài duy nhất trong chi Proteus.

## Manh giông đen

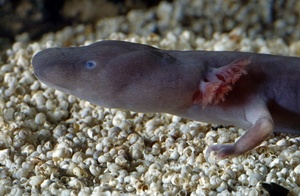
Manh giông đen một phân loài, có đầu ngắn với đôi mắt phát triển.

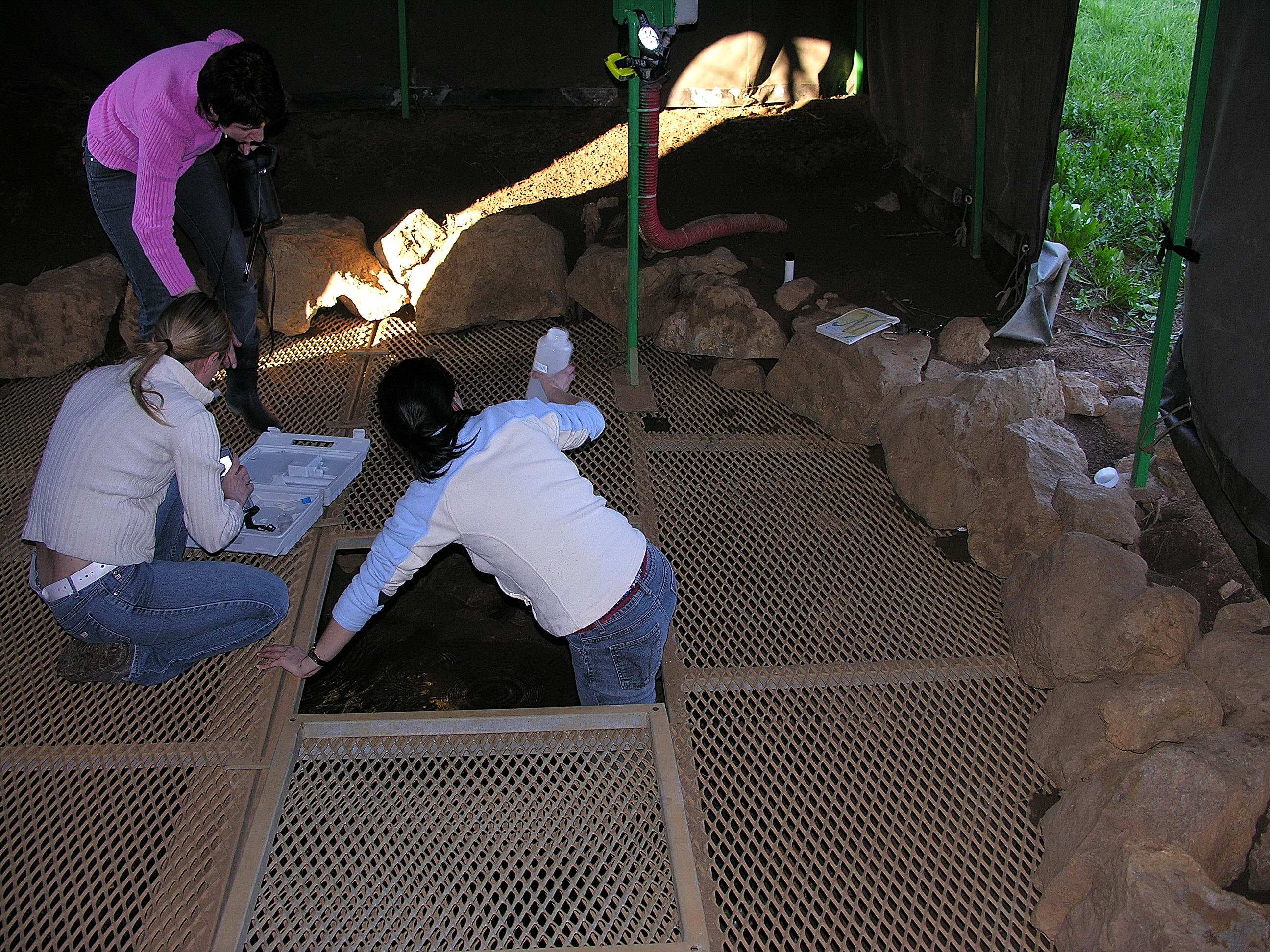
Nghiên cứu lỗ thông tại Jelševnik gần Črnomelj, nơi kiểm tra chất lượng nước và trầm tích được thực hiện thường xuyên, và nơi hoạt động của Manh giông đen được theo dõi bởi một máy quay IR.

Manh giông đen (Proteus anguinus parkelj Sket & Arntzen năm 1994) là một phân loài được công nhận của manh giông, nó đặc hữu của vùng nước ngầm gần Črnomelj, Slovenia, một khu vực nhỏ hơn 100 km vuông (39 sq mi). Nó lần đầu tiên được tìm thấy vào năm 1986 bởi các thành viên của Viện Nghiên cứu Karst Slovenia đã khám phá nước từ núi đá vôi Dobličice mùa xuân tại khu vực White Carniola.
| Đặc điểm           | Proteus anguinus anguinus                  | Proteus anguinus parkelj | Ghi chú                                         |
| ------------------ | ------------------------------------------ | --- | ----------------------------------------------- |
| Da                 | Không có sắc tố.                           | Sắc tố bình thường, màu nâu sẫm, hay màu đen.                                                                                              | Sự khác biệt rõ ràng nhất.                      |
| Hình dạng đầu      | Dài, mảnh.                                 | Ngắn hơn, dày như nhau. Cơ hàm mạnh hơn.                                                                                                   |                                                 |
| Chiều dài cơ thể   | Ngắn, 29-32 đốt sống.                      | Dài hơn, 34-35 đốt sống. | Động vật lưỡng cư không có số đốt sống cố định. |
| Các chi            | Dài.                                       | Ngắn hơn. |                                                 |
| Đuôi               | Còn tương ứng với phần còn lại của cơ thể. | Ngắn hơn theo tỷ lệ. |                                                 |
| Mắt                | Biến mất.                                  | Gần như phát triển bình thường, mặc dù vẫn còn nhỏ so với các loài lưỡng cư khác. Bao phủ bởi một lớp da mỏng trong suốt, không có mí mắt. |                                                 |
| Các giác quan khác | Cụ thể và có độ nhạy cao.                  | Một số cơ quan cảm giác, đặc biệt là bộ cảm điện, ít nhạy cảm.                                                                             | Không rất rõ ràng.                              |